# Karl Theodor Robert Luther
Pour les articles homonymes, voir Luther (homonymie).
Karl Theodor Robert Luther (né le 16 avril 1822  à Schweidnitz- mort le 15 février 1900 à Düsseldorf) est un astronome prussien, dont la principale activité fut la recherche d'astéroïdes.

## Biographie
Karl Theodor Robert Luther étudie la philosophie, les mathématiques et l'astronomie à Breslau et Berlin. Il travaille à partir de 1848 à l'observatoire de Düsseldorf-Bilk dont il devient le directeur en 1851. En 1855 il est nommé Docteur honoris causa de l'université de Bonn.
Tandis qu'il travaille à Düsseldorf il découvre 24 petites planètes entre 1852 et 1890. Deux de ces astéroïdes sont maintenant connus pour avoir des propriétés inhabituelles : 90 Antiope est un astéroïde binaire et (288) Glaucé possède une des périodes de rotation les plus longues des objets composant le système solaire.

L'astéroïde (1303) Luthera et un cratère sur la Lune portent son nom.

## Liste des astéroïdes découverts par Karl Theodor Robert Luther
| (17) Thétis      | 17 avril 1852     |
| (26) Proserpine  | 5 mai 1853        |
| (28) Bellone     | 1er mars 1854     |
| (35) Leucothée   | 19 avril 1855     |
| (37) Fidès       | 5 octobre 1855    |
| (47) Aglaé       | 15 septembre 1857 |
| (53) Calypso     | 4 avril 1858      |
| (57) Mnémosyne   | 22 septembre 1859 |
| (58) Concorde    | 24 mars 1860      |
| (68) Léto        | 29 avril 1861     |
| (71) Niobé       | 13 août 1861      |
| (78) Diane       | 15 mars 1863      |
| (82) Alcmène     | 27 novembre 1864  |
| (84) Clio        | 25 août 1865      |
| (90) Antiope     | 1er octobre 1866  |
| (95) Aréthuse    | 23 novembre 1867  |
| (108) Hécube     | 2 avril 1869      |
| (113) Amalthée   | 12 mars 1871      |
| (118) Peitho     | 15 mars 1872      |
| (134) Sophrosyne | 17 septembre 1873 |
| (241) Germania   | 12 septembre 1884 |
| (247) Eukrate    | 14 mars 1885      |
| (258) Tyché      | 4 mai 1886        |
| (288) Glaucé     | 20 février 1890   |